# سازمان جنگل‌داری ایالات متحده آمریکا
سازمان جنگل‌داری ایالات متحده (به انگلیسی: United States Forest Service) نام یک آژانس فدرال ایالات متحده آمریکا است که مسئولیت نگاهداری و ادارهٔ مناطق جنگلی ملی آمریکا را بر عهده دارد. این مناطق بالغ بر ۷۸۱٬۰۰۰ کیلومتر مربع مساحت دارند.
این اداره در سال ۱۹۰۵ بدستور کنگره ایالات متحده آمریکا تشکیل شد، و زیر نظر وزارت کشاورزی ایالات متحده آمریکا اداره می‌گردد.
این سازمان بر روی ادارهٔ ۱۵۵ جنگل ملی و ۲۰ چمنزار ملی نظارت دارد.